# Tucumyia linearis
Tucumyia linearis är en tvåvingeart som beskrevs av Curtis Williams Sabrosky 1957. Tucumyia linearis ingår i släktet Tucumyia och familjen smalvingeflugor.
Artens utbredningsområde är Panama. Inga underarter finns listade i Catalogue of Life.